# Kupfer(II)-chlorid
Kupfer(II)-chlorid ist eine chemische Verbindung und ein Kupfer-Salz der Salzsäure mit der Formel CuCl2. Kristallwasserfreies Kupfer(II)-chlorid ist ein braunes Pulver, welches stark hygroskopisch ist. Durch den Einbau von Wassermolekülen in seine Kristallstruktur entsteht das Kupfer(II)-chlorid-Dihydrat, ein blau-grüner Feststoff mit der Formel CuCl2 · 2 H2O. Das kristallwasserfreie Kupferchlorid zerfließt an feuchter Luft zu einem braunen Brei, während das Dihydrat an Luft stabil ist. Durch Erhitzen auf über 100 °C wird aus dem Dihydrat das Kristallwasser ausgetrieben und die braune, wasserfreie Form bleibt zurück.
Daneben gibt es noch basisches Kupfer(II)-chlorid (Kupfer(II)-oxychlorid, Cu2Cl(OH)3), das in Wasser unlöslich ist und als Tetrahydrat als Braunschweiger Grün bezeichnet wird.
Alle Verbindungen zeigen in einer Brennerflamme eine blaugrüne Flammenfärbung, hervorgerufen durch die Cu2+-Ionen.

## Vorkommen
Kupfer(II)-chlorid kommt in der Natur als Mineral Tolbachit vor, das Dihydrat ist auch als Mineral Eriochalcit bekannt. Beide Verbindungen sind oft auch mit dem Kupfererz Atacamit vergesellschaftet.

## Gewinnung und Darstellung

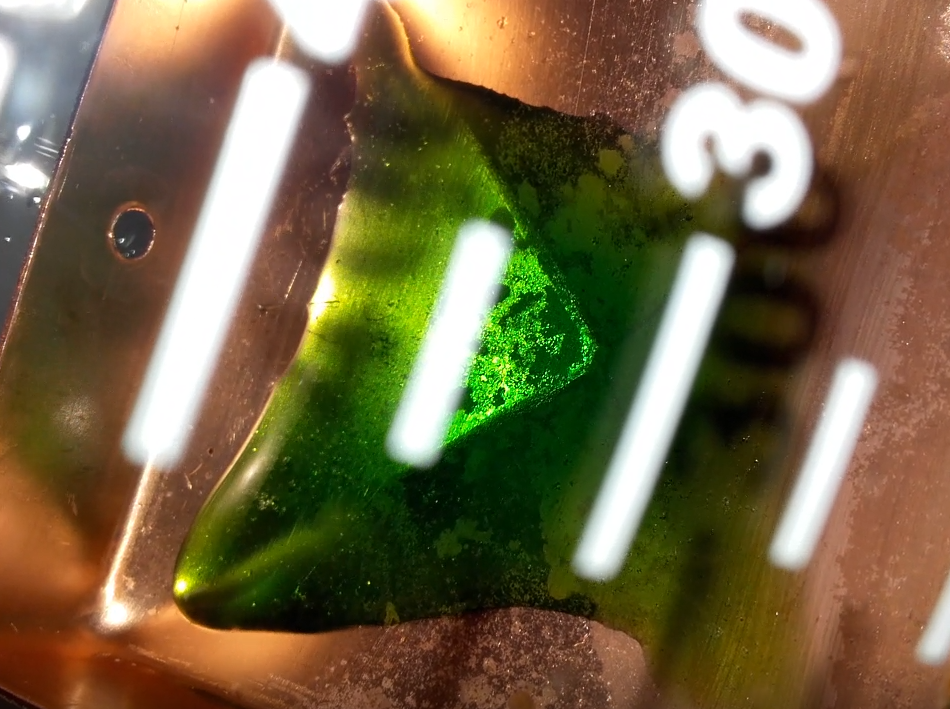
Entstandenes Kupfer(II)-chlorid (CuCl_{2}) auf elementarem Kupfer, nach Zugabe von Oxidationsmittel und konzentrierter Salzsäure

Im Labor kann man Kupfer(II)-chlorid aus Kupfer(II)-oxid und Salzsäure oder über die Entwässerung des Dihydrates mit Thionylchlorid herstellen:
{\displaystyle \mathrm {CuO+2\ HCl\longrightarrow CuCl_{2}+\ H_{2}O} }
{\displaystyle {\ce {CuCl2 * 2 H2O + 2 SOCl2 -> CuCl2 + 2 SO2 + 4 HCl}}}
Technisch wird es durch Chlorieren von Kupferblech gewonnen.
{\displaystyle \mathrm {Cu+Cl_{2}\longrightarrow CuCl_{2}} }
Kupfer(II)-chlorid kann auch durch einfache Elektrolyse von Natriumchlorid mit Kupferelektroden hergestellt werden. Das entstehende elementare Chlor oxidiert dabei die Kupferelektroden. Beim Verdampfen der Lösung entsteht Kupfer(II)-chlorid Dihydrat.

## Eigenschaften

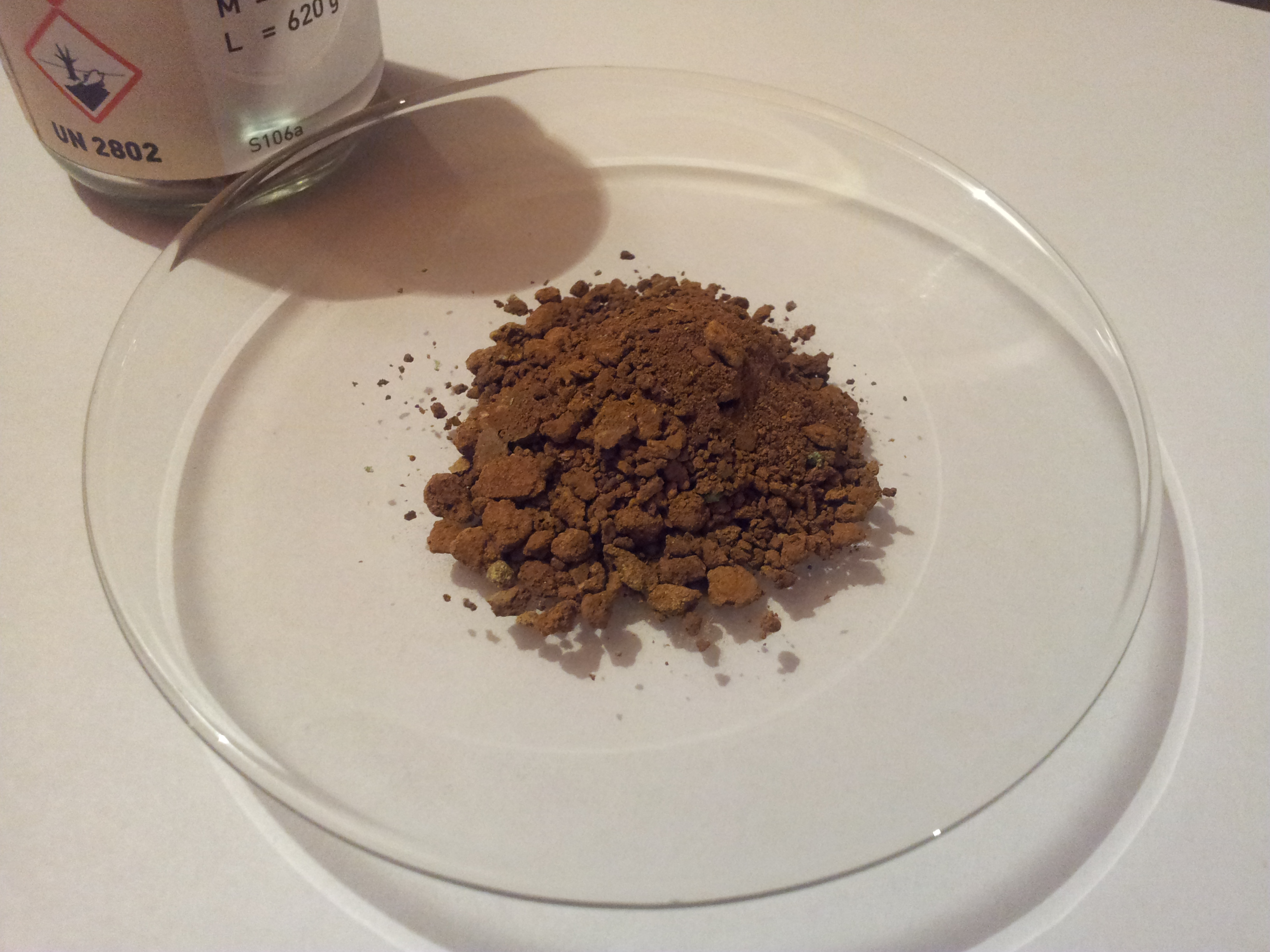
Kupfer(II)-chlorid (CuCl_{2})

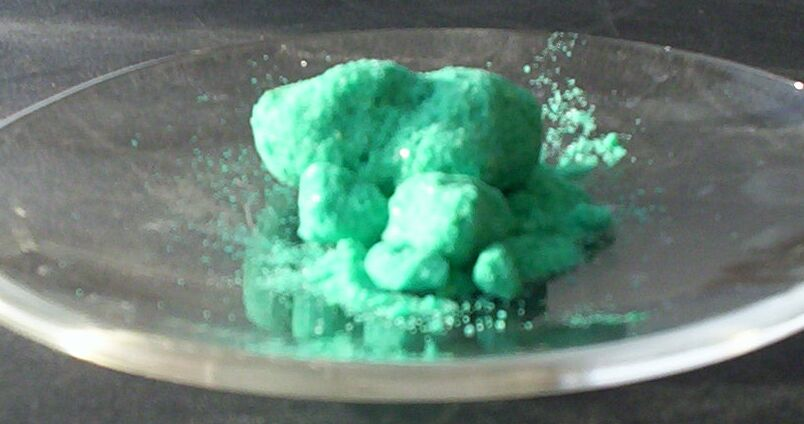
Kupfer(II)-chlorid-Dihydrat CuCl_{2} · 2 H_{2}O

Wasserfreies Kupfer(II)-chlorid tritt in der Form eines braunen bis gelben Pulvers auf; das Dihydrat ist türkisfarben. Beide erzeugen aufgrund der enthaltenen Kupferionen (Cu2+) eine grüne Flammenfärbung.
Das wasserfreie Kupfer(II)-chlorid kristallisiert im monoklinen Kristallsystem mit der Raumgruppe C2/m (Raumgruppen-Nr. 12) in einer verzerrten CdI2-Struktur. Die Verzerrung der Struktur wird durch den Jahn-Teller-Effekt hervorgerufen, der durch die Valenzelektronenkonfiguration (d9) der Cu2+-Ionen entsteht. Das wasserfreie Kupfer(II)-chlorid war die erste Verbindung, in der ein Koordinationspolyeder in Form eines (verzerrten) Oktaeders aus sechs Chlorid-Anionen um ein Cu2+-Ion nachgewiesen werden konnte.
Das Kupfer(II)-chlorid-Dihydrat hingegen kristallisiert im orthorhombischen Kristallsystem in der Raumgruppe Pbmn (Nr. 53, Stellung 3). Die Cu2+-Ion werden hier von vier Cl−-Ionen quadratisch-planar umgeben, die zwei verbleibenden Ecken des verzerrten Oktaeders sind durch die Wassermoleküle besetzt.

## Verwendung
Kupferchlorid wird als Katalysator bei organischen Synthesen, z. B. bei der Herstellung des Textilfarbstoffes Anilinschwarz und der Oxychlorierung genutzt. Außerdem nutzt man es in der Pyrotechnik zur Erzeugung von grünen Flammen, bei der Kupferätzung (in einer Mischung mit Salzsäure), in der Fotografie zum Ausbleichen von Negativen, als basisches Kupferchlorid im Obst- und Weinbau gegen Pilzerkrankungen und zum Entrußen von Ölöfen.

## Nachweis
Kupfer(II)-chlorid wird mit Ammoniakwasser nachgewiesen. Hierbei fällt blaues Kupfer(II)-hydroxid aus, welches sich bei weiterer Zugabe wieder als Tetraamminkupfer löst.